# Freddie Strahan
Freddie Strahan (Dublín, República de Irlanda, 21 de diciembre de 1938-13 de diciembre de 2024) fue un futbolista y entrenador de fútbol irlandés que jugó en la posición de centrocampista.

## Carrera

### Club
| Periodo   | Club                     |
| --------- | ------------------------ |
| 1957-1969 | Shelbourne FC            |
| 1969-1972 | St Patrick's Athletic FC |

### Selección nacional
Debutó con Irlanda el 10 de mayo de 1964 en la derrota por 1-3 ante Polonia en Cracovia y dos semanas después anotó su único gol internacional ante Inglaterra, siendo actualmente el único futbolista militante de la Liga de Irlanda en anotar un gol con Irlanda ante Inglaterra desde 1946. Su retiro internacional fue en 1966 luego de cinco partidos con Irlanda.

### Entrenador
Dirigió al Shelbourne FC en la temporada de 1981.

## Tras el retiro
Al retirarse como futbolista pasó a formar parte del Shelbourne FC en los cargos de directivo y secretario del club.

## Logros
- League of Ireland: 1961-62
- FAI Cup: 1960, 1963
- Dublin Minor Hurling Championship:  1956